# Caishan (köpinghuvudort i Kina, Hubei Sheng, lat 29,88, long 115,79)
Caishan (kinesiska: 蔡山镇) är en köpinghuvudort i Kina. Den ligger i provinsen Hubei, i den centrala delen av landet, omkring 160 kilometer sydost om provinshuvudstaden Wuhan. Antalet invånare är 71 168. Befolkningen består av 35 052 kvinnor och 36 116 män. Barn under 15 år utgör 22,0 %, vuxna 15-64 år 66 %, och äldre över 65 år 11,0 %.
Runt Caishan är det tätbefolkat, med 659 invånare per kvadratkilometer. Närmaste större samhälle är Konglong, 11,2 km öster om Caishan. Trakten runt Caishan består till största delen av jordbruksmark.
Genomsnittlig årsnederbörd är 2 073 millimeter. Den regnigaste månaden är maj, med i genomsnitt 328 mm nederbörd, och den torraste är januari, med 59 mm nederbörd.